# Genio militare israeliano
Il genio militare israeliano (in ebraico חיל ההנדסה הקרבית‎?, trasl. Cheil HaHandasa HaKravit), anche noto come Combat engineering Corps, è il genio militare delle forze di difesa israeliane dello Stato di Israele.
Il basco dei membri di questo corpo è di colore argento e lo stemma del corpo è rappresentato da una spada in primo piano con sullo sfondo una torre avvolta dal lampo di una deflagrazione. Il motto del corpo è «Always First» ("sempre primi", in ebraico ראשונים תמי Rishonim Tamid). Nei numerosi compiti del genio militare israeliano rientrano oltre ad una serie di compiti di natura logistica la fortificazione di postazioni di significato strategico, la manutenzione delle vie di comunicazione, operazioni di fortificazione o demolizione sotto il fuoco nemico, operazioni con il fine di disturbare la mobilità del nemico, operazioni di bonifica, sabotaggio e compiti speciali inerenti a eventuali minacce batteriologiche, chimiche o nucleari. Normalmente ogni brigata ha una propria compagnia di fanteria specializzati nei compiti del genio, con conoscenze base nel utilizzo di esplosivi. Queste unità vengono supportate in caso di necessità dal genio militare qualora le circostanze lo richiedano.

## Storia
Questo corpo fu fondato nel 1948 sulla base delle unità di guastatori dei Palmach che operarono durante il periodo del mandato britannico. Nei primi anni dopo la dichiarazione di indipendenza dello stato di Israele la maggior parte dei membri di questo corpo proveniva da unità del genio militare britannico. Nella guerra arabo israeliana il compito principale del genio militare israeliano fu quello di distruggere le vie d'accesso verso il neofondato stato di Israele, minando i ponti e facendoli saltare qualora necessario, bloccando l'avanzata dei mezzi dei paesi arabi. Tra le numerose operazioni condotte in quel periodo spicca certamente quella di aver reso agibile la Burma Road. Nel 1956 durante la crisi di Suez il genio militare danneggiò numeroso installazioni militari del esercito egiziano mettendole fuori uso. Nel 1967 nel corso della guerra dei sei giorni il genio attaccò le fortificazioni giordane situate in territorio cisgiordano che erano composte principalmente dalle antiche mura della città di Gerusalemme.

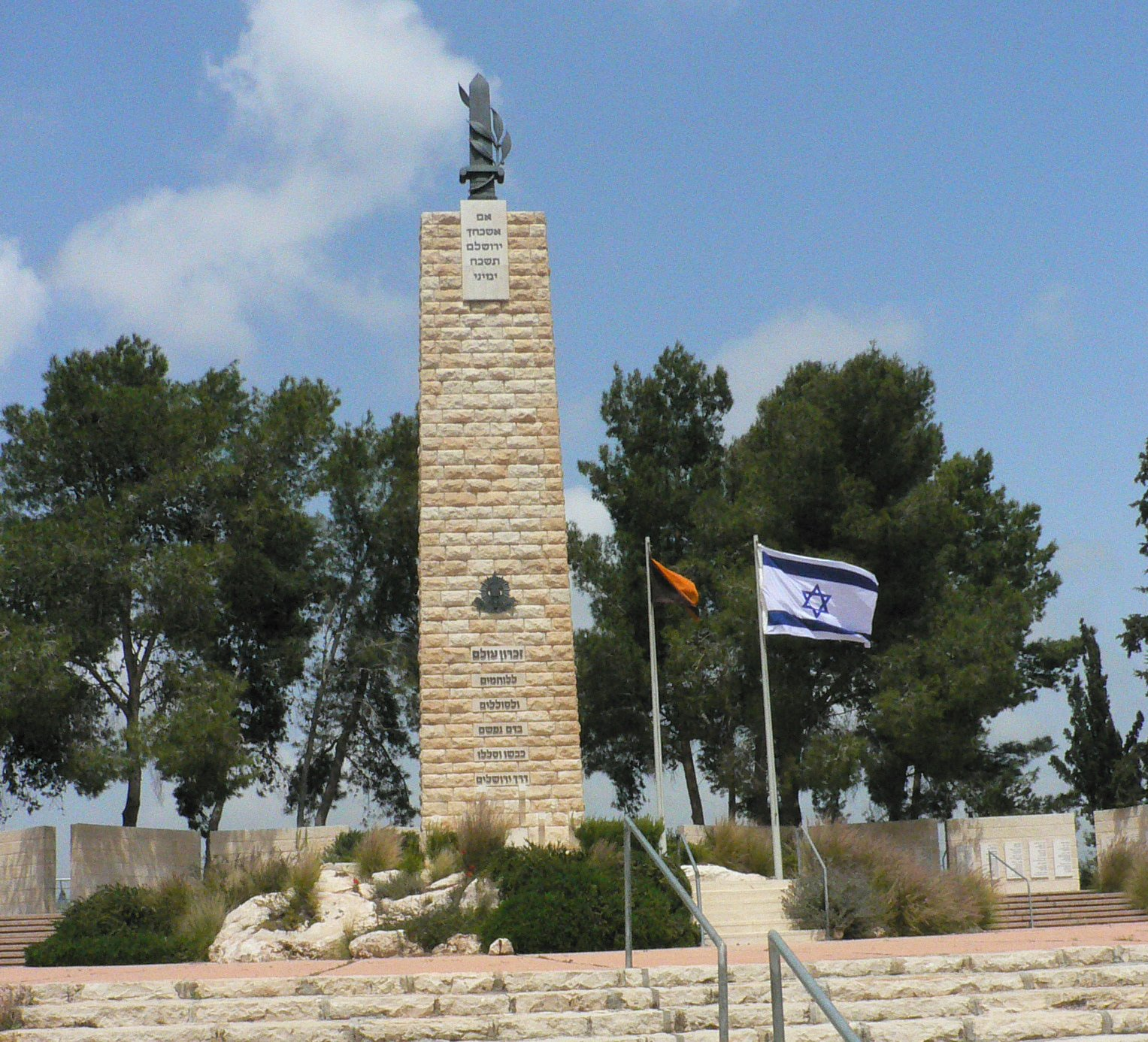
Monumento eretto in memoria ai caduti dell'unità del genio militare israeliano

 Dopo aver catturato la città il genio dovette infine bonificare l'area dalle mine lasciate dalle forze armate giordane. Alla fine della guerra il genio fu principalmente impegnato nella fortificazione della sponda orientale del canale di Suez con la costruzione di possenti terrapieni, opera per la quale l'unità ricevette l'Israel Security Prize nel 1969. Nel 1973 durante la guerra del Yom Kippur il compito del genio fu quello di riconquistare le fortificazioni occupate dal esercito egiziano e ripristinare le fortificazioni danneggiate. Tra le operazioni più famose di quella guerra spicca certamente l'operazione "Operation Knights of Heart" nel corso della quale furono conquistati alcuni ponti galleggianti installati nel corso dei giorni precedenti dal esercito egiziano. Tale manovra permise alle divisioni corazzate israeliane di attraversare il canale di Suez accerchiando la terza armata egiziana, dopo aver messo fuori uso le postazioni antiaeree, che nei primi giorni del conflitto avevano reso quasi impossibile ogni supporto aereo nei pressi del canale. Tale evento fu così cruciale nel decorso del conflitto che da molti viene ritenuto il momento nel quale le sorti del fronte meridionale si voltarono a favore dello stato di Israele.
Da allora il corpo ha partecipato a tutte le operazioni militari principali condotte all'interno dello stato di Israele e a tutte le operazioni condotte all'esterno dei suoi confini. Durante entrambe le guerre in Libano sia nel 1982 sia nel 2006 il genio ha dato un supporto fondamentale alle operazioni militari. Nel 1991 durante la prima guerra del golfo il genio fu messo in allerta a causa di un potenziale attacco chimico o batteriologico nei confronti dello stato di Israele da parte del Iraq. Tra i compiti principali del genio in quel periodo ci fu quello di raccogliere quanti più frammenti possibili degli SCUD iracheni ai fini di analizzarli. Attualmente il genio oltre ad essere impiegato in numerose aree di confine per assistere la costruzione di fortificazioni, viene principalmente impiegato nell'area meridionale della Striscia di Gaza per fortificare il confine tra Egitto e i territori palestinesi al fine di evitare che possano essere contrabbandate armi da oltre il confine.

## Unità

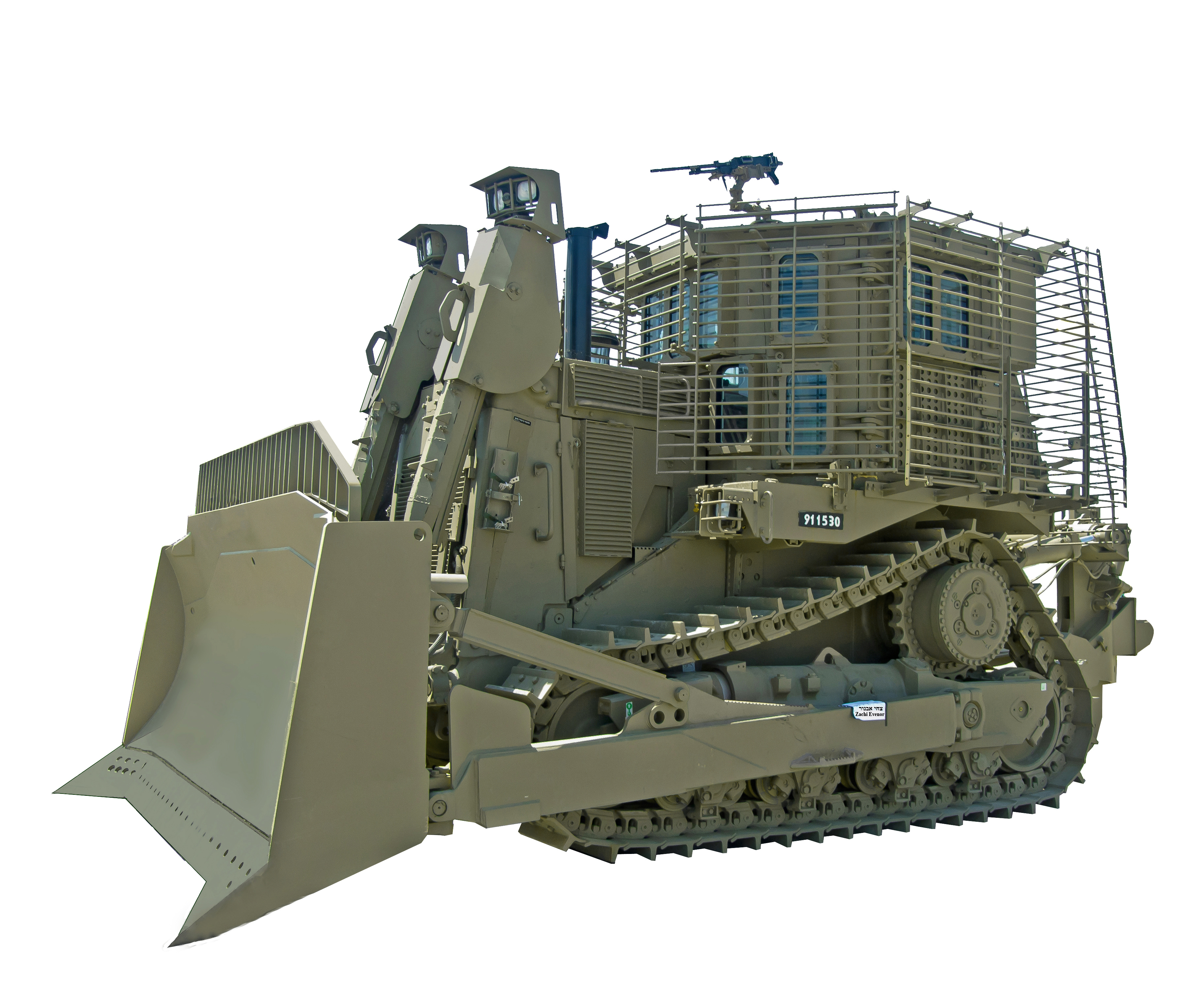
Un bulldozer corazzato modello Caterpillar D9 in dotazione al genio

L'unità del genio si divide principalmente in due sezioni, la Combat Engineering Specialized Unit anche detta Yahalom ed il Atomic, Biological, Chemical Warfare Center.

### L'unità Yahalom
La Yahalom Unit è un'unità di élite delle forze armate israeliane e si occupa di tutti quei compiti prima descritti eccetto quelli inerenti a minacce di tipo batteriologico, chimico o nucleare. L'unità è suddivisa in cinque sottounità, la Yael unit che è specializzata nel disinnesco di esplosivi, la Samur unit che ha compiti di ricognizione, manutenzione costruzione e demolizione delle vie di comunicazione, la Midron Mushlag che adempie a compiti simili a quelli della Samur unit e infine la Bazak unit.

### L'Atomic, biological, chemical warfare center
L'Atomic, biological, chemical warfare center è l'unità che si occupa di minacce di tipo batteriologico, chimico o nucleare e che è esperta nella decontaminazione di aree colpite da questo tipo di armi. Inoltre all'unità spettano compiti di istruzione di tutto il personale del IDF nel affrontare minacce di questo tipo.